# Mancomunidad Riberas del Águeda, Yeltes y Agadón
La mancomunidad Riberas del Águeda, Yeltes y Agadón es una agrupación administrativa de municipios en la provincia de Salamanca, Castilla y León, España.

## Municipios
- Alba de Yeltes (anejo: El Mejorito)
- Aldehuela de Yeltes
- La Atalaya
- Ciudad Rodrigo (Anejos: Águeda, Arrabal de San Sebastián, Bocacara, Ivanrey, Sanjuanejo, Pedro Toro, La Viña y Valdecarpinteros)
- Dios le Guarde
- Monsagro
- Morasverdes
- Sancti-Spíritus
- Serradilla del Arroyo (anejo: Guadapero)
- Serradilla del Llano (anejo: Porteros)
- Tenebrón
- Zamarra (anejo: Villarejo)

## Competencias
- Recogida y tratamiento de residuos sólidos.
- Prevención y extinción de incendios.
- Asistencia jurídica y urbanística.
- Conservación de caminos agrícolas y vías rurales.
- Acción social y servicios sociales.
- Promoción de actividades deportivas y culturales.